# Latamné
Latamné (arabe : اللطامنة, aussi appelé Al-Lataminah, Latamneh or Latamnah) est une localité se trouvant en Syrie, chef-lieu du gouvernorat de Hama, à 39 kilomètres au nord-ouest de Hama.
En 2004, la localité comptait 16 267 habitants.

## Guerre civile et attaques chimiques
Lors de la révolution qui évolue en guerre civile, Latamné est le lieu de manifestations réprimées par divers massacres avant de passer sous le contrôle de rebelles armés. Elle subit alors divers bombardements loyalistes, y compris d'armes à sous munition et des attaques chimiques perpétrées les 24, 25 et 30 mars 2017.
Le 30 mars 2017, une attaque chimique est menée à Latamné, selon l'OSDH et Médecins sans frontières (MSF),. Elle fait une cinquantaine de blessés selon l'OSDH. Les produits chimiques analysés sont les mêmes que ceux de différentes attaques chimiques perpétrées par le régime. Cette attaque, au chlore et au sarin, ainsi que celles perpétrées les 24 et 25 mars, est attribuée aux forces aérienne du régime syrien par Bellingcat puis par l'OIAC,.  Elle a lieu 5 jours avant l'attaque au sarin sur Khan Cheikoun.